# إنديا أري
إنديا أري سيمبسون (بالإنجليزية: India Arie Simpson)‏ هي مغنية وكاتبة أغاني وممثلة وموسيقية ومنتجة تسجيلات أمريكية ولدت في يوم 3 أكتوبر 1975 في مدينة دنفر في كولورادو في الولايات المتحدة، حققت أغانيها مبيعات وصلت لأكثر من 3.3 مليون تسجيل في الولايات المتحدة وإلى 10 مليون حول العالم، فازت ب4 جوائز غرامي من 21 ترشيح لها ومن ضمنها جائزة أفضل ألبوم. حسب الحمض النووي الخاص بها ظهر أن أصلها هو من غرب أفريقيا وتحديداً من دول سيراليون وليبيريا وغينيا.

## وصلات خارجية
- إنديا أري على موقع IMDb (الإنجليزية)
- إنديا أري على موقع ميوزك برينز (الإنجليزية)
- إنديا أري على موقع إن إن دي بي (الإنجليزية)
- إنديا أري على موقع أول ميوزيك (الإنجليزية)
- إنديا أري على موقع ديسكوغز (الإنجليزية)
- إنديا أري على موقع قاعدة بيانات الفيلم (الإنجليزية)

- الموقع الرسمي